# 奧地利西里西亞
奧地利西里西亞（德語：Österreichisch-Schlesien，正式為上西里西亞公國和下西里西亞公國（德語：Herzogtum Ober und Niederschlesien，是波希米亞王國和哈布斯堡君主國（從1804年起為奧地利帝國，從1867年起為奧匈帝國內萊塔尼亞部分）的一個自治區。它在很大程度上與今天的捷克西里西亞地區相連，並且在歷史上是較大的西里西亞地區的一部分。